# Liste de fondations d'entreprise françaises
La fondation d'entreprise est un statut de fondation créé en France en 1990 comme une structure juridique favorisant le mécénat de longue durée des entreprises.

## Historique
Le statut est créé par la loi du 4 juillet 1990, modifiant la loi du 23 juillet 1987 (articles 18 à 20), à la suite d'un texte débattu par les deux assemblées et porté par le ministre de la Culture, Jack Lang. Un des objectifs est en effet de développer le mécénat culturel. Toutes les modalités de la création, le fonctionnement, la gestion sont décrits dans le décret d'application du 30 septembre 1991 modifié,,,,.
D'autres évolutions législatives ont eu lieu ensuite, comme la loi relative au mécénat, aux associations et aux fondations, du 1er août 2003, proposée cette fois par un autre ministre de la Culture, Jean-Jacques Aillagon et s'appliquant à un périmètre plus large. Ce texte a renforcé les incitations fiscales, dopant ainsi les fondations en général et les fondations d'entreprise en particulier.

## Caractéristiques
La fondation d'entreprise est reconnue comme une personne morale. Elle s'approche de la fondation reconnue d'utilité publique.
C'est le préfet du département où se situe le siège de la fondation d'entreprise qui a la compétence pour délivrer l'autorisation administrative. Le préfet doit aussi s'assurer de la régularité de son fonctionnement.

## Liste
Cette liste alphabétique recense une partie des fondations d'entreprises en France, dont les plus connues.
- Haut – A
- B
- C
- D
- E
- F
- G
- H
- I
- J
- K
- L
- M
- N
- O
- P
- Q
- R
- S
- T
- U
- V
- W
- X
- Y
- Z

## A
- Fondation Airbus
- Fondation Air France
- Fondation Air Liquide
- Fondation Altran pour l'innovation

## B
- Fondation d'entreprise Bel
- Fondation d'entreprise Bénéteau
- Fondation BNP Paribas
- Fondation Louis Bonduelle

## C
- Fondation d'entreprise Carrefour
- Fondation Cartier pour l'art contemporain
- Fondation Casino
- Fondation d'entreprise Chanel
- Fondation Club Méditerranée
- Fondation CMA CGM
- Fondation d'entreprise Crédit coopératif
- Fondation Culture & Diversité

## D
- Fondation d'entreprise Deloitte France
- Fondation Michelle Darty

## E
- Fondation d'entreprise EADS
- Fondation groupe EDF
- Fondation d'entreprise Eiffage
- Fondation Essilor

## F
- Fondation France Télévisions
- Fondation FDJ
- Fondation d'entreprise Francis Bouygues
- Fondation d'entreprise Free

## G
- Fondation d'entreprise Galeries Lafayette
- Fondation d'entreprise Gecina
- Fondation Georges Truffaut
- Fondation d'entreprise GDF Suez
- Fondation Groupama Gan

## H
- Fondation d'entreprise Haviland
- Fondation d'entreprise Hermès

## I
- Fondation ITG

## K
- Fondation d'entreprise Kering
- Fondation Kiabi
- Fondation d'entreprise KPMG France
- Fondation d'entreprise Kronenbourg

## L
- Fondation d'entreprise du groupe Lafuma
- Fondation d'entreprise La Poste
- Fondation LCL
- Fondation d'entreprise Legallais
- Fondation Leroy Merlin
- Fondation L'Occitane
- Fondation Louis Vicat
- Fondation Louis-Vuitton
- Fondation L'Oréal

## M
- Fondation d'entreprise du groupe M6
- Fondation Macif
- Fondation d'entreprise Malakoff Médéric Handicap
- Fondation ManpowerGroup pour l'emploi
- Fondation d'entreprise Mazars pour l'Enfance et la solidarité, la Santé et le Développement durable
- Fondation d'entreprise Melvita
- Fondation d'entreprise MMA des entrepreneurs du futur
- Fondation Monoprix
- Fondation Michelin (voir Prix Fondation Michelin – Académie des sciences) )

## N
- Fondation Nestlé France
- Fondation Naturex

## O
- Fondation d'entreprise du Groupe Optic 2000
- Fondation Orange

## P
- Fondation d'entreprise Paul Bocuse
- Fondation Pierre-Bergé - Yves-Saint-Laurent
- Fondation d'entreprise du Groupe Pierre & Vacances-Center Parcs
- Fondation PSA Peugeot Citroën
- Fondation PFG

## R
- Fondation du groupe RATP
- Fondation d'entreprise Renault
- Fondation d'entreprise Ricard

## S
- Fondation d'entreprise Safran pour l'insertion
- Fondation Saint-Gobain
- Fondation Sanofi Espoir
- Fondation SFR
- Fondation Sigfox
- Fondation Sisley-d'Ornano
- Fondation SNCF
- Fondation Société Générale
- Fondation d'Entreprise SODEBO
- Fondation SYD

## T
- Fondation d'entreprise TF1
- Fondation d'entreprise Total

## V
- Fondation d'entreprise Veolia
- Fondation d'entreprise Vinci pour la Cité